# Neutronenreflektometrie
Die Neutronenreflektometrie ist eine analytische Methode zur Untersuchung von Grenzflächen und dünnen Schichten. Dazu werden Neutronen auf eine Grenzfläche gestrahlt und dort gestreut. Die gestreuten Neutronen werden detektiert und ausgewertet.
Das Grundprinzip ist daher vergleichbar mit anderen reflektometrischen Methoden wie der Röntgenreflektometrie oder der Ellipsometrie, die jedoch auf der Reflexion elektromagnetischer Strahlung basieren.
Die Methode eignet sich für die Gewinnung von Informationen über die Oberfläche oder die Grenzfläche einer Festkörperschicht oder eines ‑schichtsystems bis zu einer Tiefe von 150 nm. Besonders Materialien mit magnetischen Eigenschaften lassen sich gut untersuchen.
Durch die Tiefenabhängigkeit der mittleren Neutronen-Streulängendichte ergibt sich ein hohes Auflösungsvermögen von etwa einem Nanometer, so dass sich u. a. Interdiffusion zwischen benachbarten Schichten unterschiedlicher Isotope nachweisen lässt. Diese „Isotopensensitivität“ gründet darauf, dass Neutronen bevorzugt mit Atomkernen und nicht wie elektromagnetische Strahlung mit der Atomhülle wechselwirken.

## Funktionsweise
Zur Messung wird ein kollimierter Neutronenstrahl mit einer kinetischen Energie von einigen hundertstel Elektronenvolt auf eine (sehr glatte) Grenzfläche gestrahlt und die Intensität der reflektierten Neutronen über den Reflexionswinkel gemessen (gerichtete Reflexion, der Reflexionswinkel entspricht dem Einfallswinkel). Dazu sind eine entsprechende Neutronenquelle, beispielsweise eine Spallationsquelle, und ein Neutronenleiter notwendig. Die Form des Intensitätsprofils liefert verschiedene Informationen über die gemessene Oberfläche, wie die Schichtdicke, Dichte oder Grenzflächenrauigkeit.
Gemäß der Theorie von Louis de Broglie können mikroskopische Teilchen wie Neutronen als Materiewelle beschrieben und ihnen eine charakteristische Wellenlänge zugeordnet werden, die vom Impuls {\displaystyle p} der Neutronen abhängt:
{\displaystyle \lambda _{\text{Neutron}}={\frac {h}{p}}\,,}
wobei {\displaystyle h} die Plancksche Konstante ist.
Für Neutronen mit einer kinetischen Energie von einigen hundertstel Elektronenvolt beträgt die De-Broglie-Wellenlänge und somit das theoretische Auflösungsvermögen einige Zehntel Nanometer.
Mathematisch gesehen kann u. a. durch diese Zusammenhänge die Reflexion von Neutronen ähnlich der Reflexion von elektromagnetischer Strahlung beschrieben werden. Das heißt, man definiert für das Material einen komplexen Brechungsindex {\displaystyle n=1-\delta +\mathrm {i} \beta } und nutzt die aus der Optik bekannten Gesetzmäßigkeiten (vgl. Brechungsgesetz, fresnelsche Gleichungen, Abelès-Matrixformalismus und Parratt-Rekusionsformel). Diese Form der Darstellung bietet sich an, da wie bei Röntgenstrahlung der Realteil des Brechungsindexes sehr nahe bei 1 liegt. In der Literatur findet man daher oft nur die Dispersion {\displaystyle \delta } angegeben, die in der Regel in der Größenordnung von 10−6 liegt. Der Absorptionskoeffizient {\displaystyle \beta } kann in vielen Fällen vernachlässigt werden, da er außer für stark absorbierende Isotope wie Bor oder Lithium in der Größenordnung von 10−12 liegt.
Ähnlich wie bei Röntgenstrahlung tritt aufgrund des minimal geringeren Realteils des Brechungsindexes als bei Luft/Vakuum auch bei Neutronen externe Totalreflexion auf, wenn die Neutronen sehr flach, d. h. bei Einfallswinkeln nahe 90° (vom Lot), auf die glatte Probe fallen (streifender Einfall). Dieser Messaufbau bietet sich an, da andernfalls die Intensität der reflektierten Neutronen zu gering bzw. die Verluste zu hoch für eine Auswertung wäre.

## Varianten
Neben der gerichteten Reflexion gibt es noch zwei weitere Probentechniken unter streifenden Einfall:
1. Streuung in der Einfallsebene (off-specular scattering) und
2. Streuung senkrecht zur Einfallsebene.

Die Methoden unterscheiden sich nicht nur in der Art und Weise, wie das Neutronenspektrum aufgenommen wird und welche Streumechanismen wirken, sondern auch in der Informationstiefe:
- Wie oben erwähnt liegt die Informationstiefe bei der gerichteten Reflexion im Bereich von 3 nm bis 100 nm (manchmal auch 150 nm).
- Die Streuung senkrecht zur Einfallsebene liefert ähnliche Tiefeninformationen (3 nm bis 100 nm).
- Dagegen liefert die Off-specular-scattering-Technik Informationen aus dem Bereich 600 nm bis 60 µm Tiefe.[6]

## Darstellung
Im Unterschied zur „optischen“ Reflektometrie erfolgt die Darstellung der Messergebnisse normalerweise nicht in Form der Reflexions-, Absorptions- oder Transmissionsgrads in Abhängigkeit vom Winkel oder der Wellenlänge, sondern der Reflexionsgrad (die Reflektivität) wird als Funktion des Impulsübertrags {\displaystyle q_{z}} (in z-Richtung, senkrecht zur Grenzfläche) dargestellt.
Der Impulsübertragungsvektor beschreibt die Änderung des Neutronenimpulses bei der Reflexion am Material:
{\displaystyle q_{z}={\frac {4\pi }{\lambda }}\cos(\theta )}
mit
- der De-Broglie-Wellenlänge {\displaystyle \lambda }
- dem Einfallswinkel {\displaystyle \theta } der Neutronen.